# Abegondo
Abegondo ist eine spanische Gemeinde in der Autonomen Gemeinschaft Galicien. Abegondo ist auch eine Stadt, eine Parroquia und der Verwaltungssitz der gleichnamigen Gemeinde. Die 5.578 Einwohner (Stand: 2024), leben auf einer Fläche von 83,90 km², 23 Kilometer von der Provinzhauptstadt A Coruña entfernt.

## Lage
| Nordwest: Cambre          | Norden: Bergondo | Nordost: Betanzos   |
| Westen: Carral (Galicien) |                  | Osten: Oza-Cesuras  |
| Südwesten Ordes           | Süden: Mesía     | Südost: Oza-Cesuras |

## Geschichte
Aus der Zeit der keltischen Besiedelung und der römischen Besetzung, existieren zahlreiche archäologische Funde in Resten antiker Orte und militärischen Befestigungen.
1835 wurde die Gemeinde in der heutigen Größe festgelegt.

## Kultur

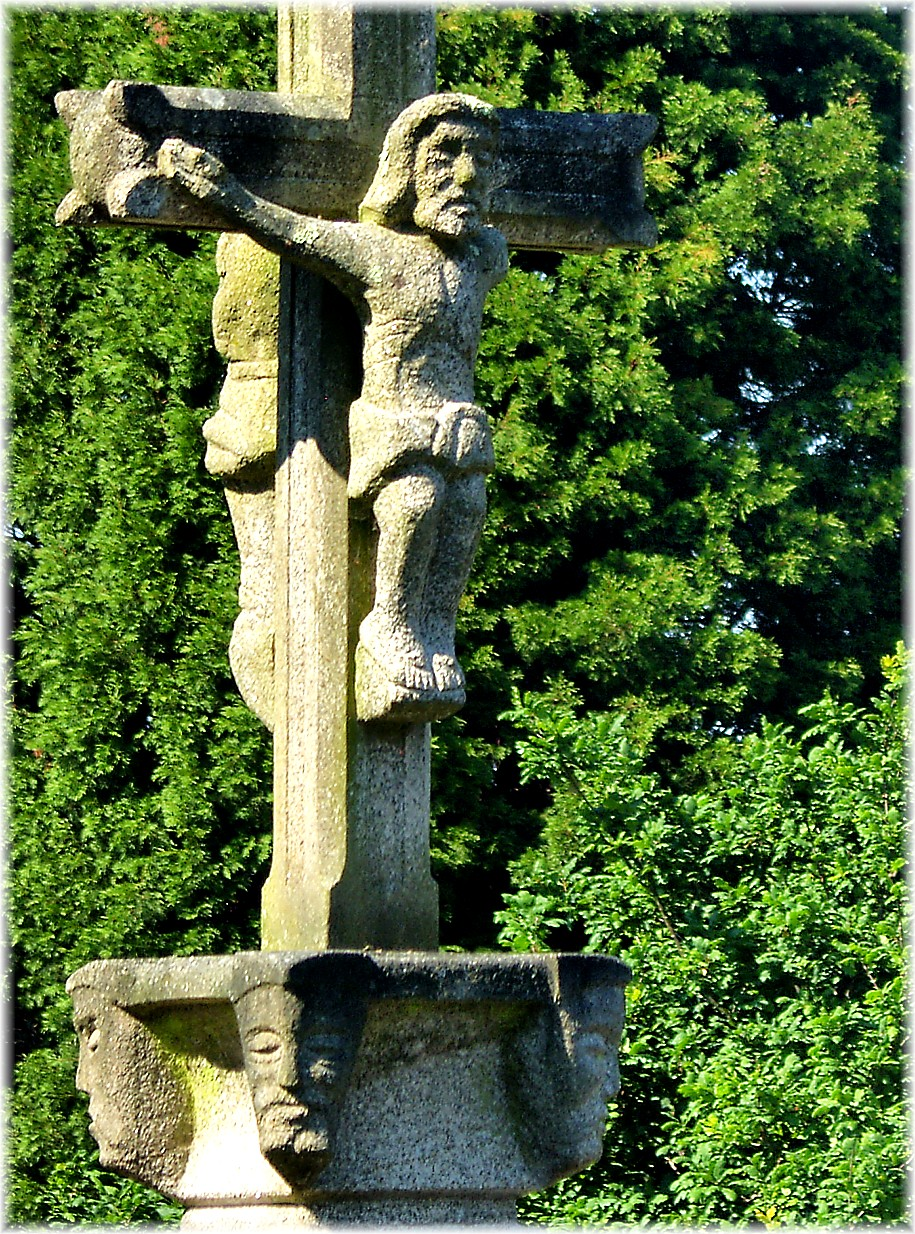
Kreuz

Zahlreiche Kirchen, Kapellen und Herrenhäuser sind an vielen Orten der Gemeinde zu finden. Hervorzuheben sind die „Cruceiros bonitos“, eine Kreuzigungsgruppe direkt neben der Pfarrkirche. Dieses Ensemble ist in Galicien einmalig und stammt wohl von Künstlern aus der Gegend der Bretagne.

## Bevölkerungsentwicklung
Quelle: INE-Archiv – grafische Aufarbeitung für Wikipedia

## Gemeindegliederung
Die Gemeinde Abegondo ist in 19 Parroquias gegliedert:
| Parroquias  | Patrozinium    | Einwohner 2024 | Fläche km² | Dichte Einw./km² | Höhe msnm | Ortskennzahl |
| ----------- | -------------- | -------------- | ---------- | ---------------- | --------- | ------------ |
| Abegondo    | Santaia        | 788            | 5,32       | 148              | 155       | 15001010000  |
| Cabanas     | San Xián       | 141            | 1,68       | 84               | 159       | 15001020000  |
| Cerneda     | San Salvador   | 79             | 1,81       | 44               | 148       | 15001030000  |
| Cos         | Santo Estevo   | 91             | 2,01       | 45               | 82        | 15001040000  |
| Crendes     | San Pedro      | 740            | 4,60       | 161              | 62        | 15001050000  |
| Cullergondo | Santa María    | 127            | 4,05       | 31               | 103       | 15001060000  |
| Figueroa    | San Miguel     | 210            | 2,73       | 77               | 197       | 15001070000  |
| Folgoso     | Santa Dorotea  | 87             | 4,00       | 22               | 313       | 15001080000  |
| Leiro       | Santaia        | 177            | 3,80       | 47               | 171       | 15001090000  |
| Limiñón     | San Salvador   | 247            | 1,94       | 127              | 95        | 15001100000  |
| Mabegondo   | San Tirso      | 986            | 8,87       | 111              | 131       | 15001110000  |
| Meangos     | Santiago       | 171            | 3,71       | 46               | 149       | 15001120000  |
| Montouto    | Santa Cristina | 319            | 7,23       | 44               | 240       | 15001130000  |
| Orto        | San Martiño    | 263            | 3,03       | 87               | 45        | 15001140000  |
| Presedo     | Santa María    | 130            | 2,28       | 57               | 131       | 15001150000  |
| Sarandós    | Santa María    | 526            | 5,69       | 92               | 87        | 15001160000  |
| Vilacova    | San Tomé       | 109            | 4,88       | 22               | 165       | 15001170000  |
| Viós        | San Salvador   | 217            | 3,59       | 60               | 216       | 15001180000  |
| Vizoño      | San Pedro      | 176            | 12,26      | 14               | 379       | 15001190000  |

## Wirtschaft
| Ackerbau, Viehzucht und Fischerei                                                  | 087   | 03,59  |
| Industrie                                                                          | 0370  | 015,28 |
| Bauwirtschaft                                                                      | 0260  | 010,73 |
| Dienstleistungsbetriebe                                                            | 1.705 | 070,40 |
| Total                                                                              | 2.422 | 100,00 |
| * Daten aus dem Statistischen Amt für Wirtschaftliche Entwicklung in Galicien, IGE |       |        |